# Cathy Caverzasio
Cathy Caverzasio, née le 28 septembre 1972 à Genève, est une joueuse de tennis italienne, naturalisée suisse, professionnelle entre 1987 et 1995.

## Carrière
Elle a remporté deux tournois ITF : à Carpi en 1987 et à Caserte en 1988. Elle a atteint une finale WTA à Tarente en 1989.
Elle a obtenu ses meilleurs résultats en 1990 : 3e tour à Miami, Hilton Head, Amelia Island et Rome, ainsi que quatre quarts de finale dans des tournois WTA.
Elle a participé à la Coupe de la Fédération 1988 où elle a remporté un double décisif et 1990 avec l'Italie et à l'édition 1991 avec la Suisse où elle a remporté le match de double en quart de finale.

## Palmarès

### Titre en simple dames
Aucun

### Finale en simple dames
| No | Date       | Nom et lieu du tournoi    | Catégorie | Dotation | Surface      | Vainqueure      | Score         |          |
| -- | ---------- | ------------------------- | --------- | -------- | ------------ | --------------- | ------------- | -------- |
| 1  | 01-05-1989 | Coppa Mantegazza, Tarente | Tier V    | 50 000 $ | Terre (ext.) | Karine Quentrec | 6-3, 5-7, 6-3 | Parcours |

### Titre en double dames
Aucun

### Finale en double dames
| No | Date       | Nom et lieu du tournoi      | Catégorie | Dotation  | Surface      | Vainqueures                    | Partenaire      | Score    |          |
| -- | ---------- | --------------------------- | --------- | --------- | ------------ | ------------------------------ | --------------- | -------- | -------- |
| 1  | 20-05-1991 | Geneva European Open Genève | Tier IV   | 150 000 $ | Terre (ext.) | Nicole Provis Elizabeth Smylie | Manuela Maleeva | 6-1, 6-2 | Parcours |

## Parcours en Grand Chelem

### En simple dames
| Année | Open d'Australie | Open d'Australie | Internationaux de France | Internationaux de France | Wimbledon       | Wimbledon   | US Open         | US Open           |
| ----- | ---------------- | ---------------- | ------------------------ | ------------------------ | --------------- | ----------- | --------------- | ----------------- |
| 1989  | 1er tour (1/64)  | Rene Simpson     | 2e tour (1/32)           | Zina Garrison            | -               | -           | 2e tour (1/32)  | Gabriela Sabatini |
| 1990  | -                | -                | 2e tour (1/32)           | Stacey Martin            | -               | -           | 1er tour (1/64) | Emanuela Zardo    |
| 1991  | 2e tour (1/32)   | Monica Seles     | 2e tour (1/32)           | Elena Bryukhovets        | 1er tour (1/64) | Donna Faber | 1er tour (1/64) | Eva Švíglerová    |

À droite du résultat, l’ultime adversaire.

### En double dames
| Année | Open d'Australie              | Open d'Australie           | Internationaux de France      | Internationaux de France   | Wimbledon                   | Wimbledon             | US Open                    | US Open                    |
| ----- | ----------------------------- | -------------------------- | ----------------------------- | -------------------------- | --------------------------- | --------------------- | -------------------------- | -------------------------- |
| 1989  | 1er tour (1/32) Laura Golarsa | C. MacGregor               | -                             | -                          | -                           | -                     | 2e tour (1/16) N. Herreman | Eva Pfaff C. Suire         |
| 1990  | -                             | -                          | 1er tour (1/32) Laura Garrone | Jo-Anne Faull R. McQuillan | -                           | -                     | 1er tour (1/32) F. Labat   | Ann Grossman Rennae Stubbs |
| 1991  | 3e tour (1/8) S. Wasserman    | Hetherington Kathy Rinaldi | 1er tour (1/32) N. Herreman   | M. Maleeva M. Strebel      | 1er tour (1/32) N. Herreman | L. Neiland N. Zvereva | 2e tour (1/16) N. Herreman | Patty Fendick Lori McNeil  |
| 1992  | -                             | -                          | 1er tour (1/32) N. Herreman   | Lori McNeil Nicole Provis  | -                           | -                     | -                          | -                          |

Sous le résultat, la partenaire ; à droite, l’ultime équipe adverse.

## Parcours en Coupe de la Fédération
| #                                                                        | Date       | Lieu       | Surface    | Gagnante(s)                      | Perdante(s)                      | Score          |          |
|                                                                          |            |            |            |                                  |                                  |                |          |
| 1988 - 1er tour (groupe mondial) - Italie - Pologne - 2 : 1              |            |            |            |                                  |                                  |                |          |
| 1                                                                        | 05/12/1988 | Melbourne  |            | Cathy Caverzasio Laura Garrone   | Katarzyna Nowak Ewa Zerdecka     | 2-6, 7-63, 6-2 | Parcours |
|                                                                          |            |            |            |                                  |                                  |                |          |
| 1988 - 2e tour (groupe mondial) - Australie - Italie - 3 : 0             |            |            |            |                                  |                                  |                |          |
| 2                                                                        | 05/12/1988 | Melbourne  |            | Elizabeth Smylie Wendy Turnbull  | Cathy Caverzasio Laura Garrone   | 6-4, 6-2       | Parcours |
|                                                                          |            |            |            |                                  |                                  |                |          |
| 1990 - 1er tour (groupe mondial) - Finlande - Italie - 0 : 3             |            |            |            |                                  |                                  |                |          |
| 3                                                                        | 23/07/1990 | Atlanta    | Dur (ext.) | Cathy Caverzasio                 | Petra Thoren                     | 6-2, 6-3       | Parcours |
|                                                                          |            |            |            |                                  |                                  |                |          |
| 1991 - 2e tour (groupe mondial) - Suisse - Chine - 2 : 1                 |            |            |            |                                  |                                  |                |          |
| 4                                                                        | 24/07/1991 | Nottingham |            | Li Fang Yi Jingqian              | Cathy Caverzasio Manuela Maleeva | 3-1, ab.       | Parcours |
|                                                                          |            |            |            |                                  |                                  |                |          |
| 1991 - 1/4 de finale (groupe mondial) - Suisse - Tchécoslovaquie - 1 : 2 |            |            |            |                                  |                                  |                |          |
| 5                                                                        | 25/07/1991 | Nottingham |            | Cathy Caverzasio Manuela Maleeva | Jana Novotná Regina Kordová      | 6-4, 2-1, ab.  | Parcours |

## Classements WTA en fin de saison

### En simple
| Année | 1987 | 1988 | 1989 | 1990 | 1991 | 1992 | 1993 | 1994 | 1995 |
| Rang  | 287  | 110  | 57   | 44   | 182  | 439  | 406  | 371  | 515  |

Source : (en) « Classements de Cathy Caverzasio », sur le site officiel du WTA Tour

### En double
| Année | 1988 | 1989 | 1990 | 1991 | 1992 | 1993 |
| Rang  | 234  | 165  | 100  | 52   | 606  | 586  |

Source : (en) « Classements de Cathy Caverzasio », sur le site officiel du WTA Tour